# Oliver Filip
Oliver Filip (sinh 15 tháng 1 năm 1998) là một cầu thủ bóng đá Áo thi đấu cho Sturm Graz.

## Sự nghiệp câu lạc bộ
Anh ra mắt chuyên nghiệp tại Giải bóng đá hạng nhất quốc gia Áo cho FC Liefering ngày 26 tháng 2 năm 2016 trong trận đấu với SKN St. Pölten.